# Alică

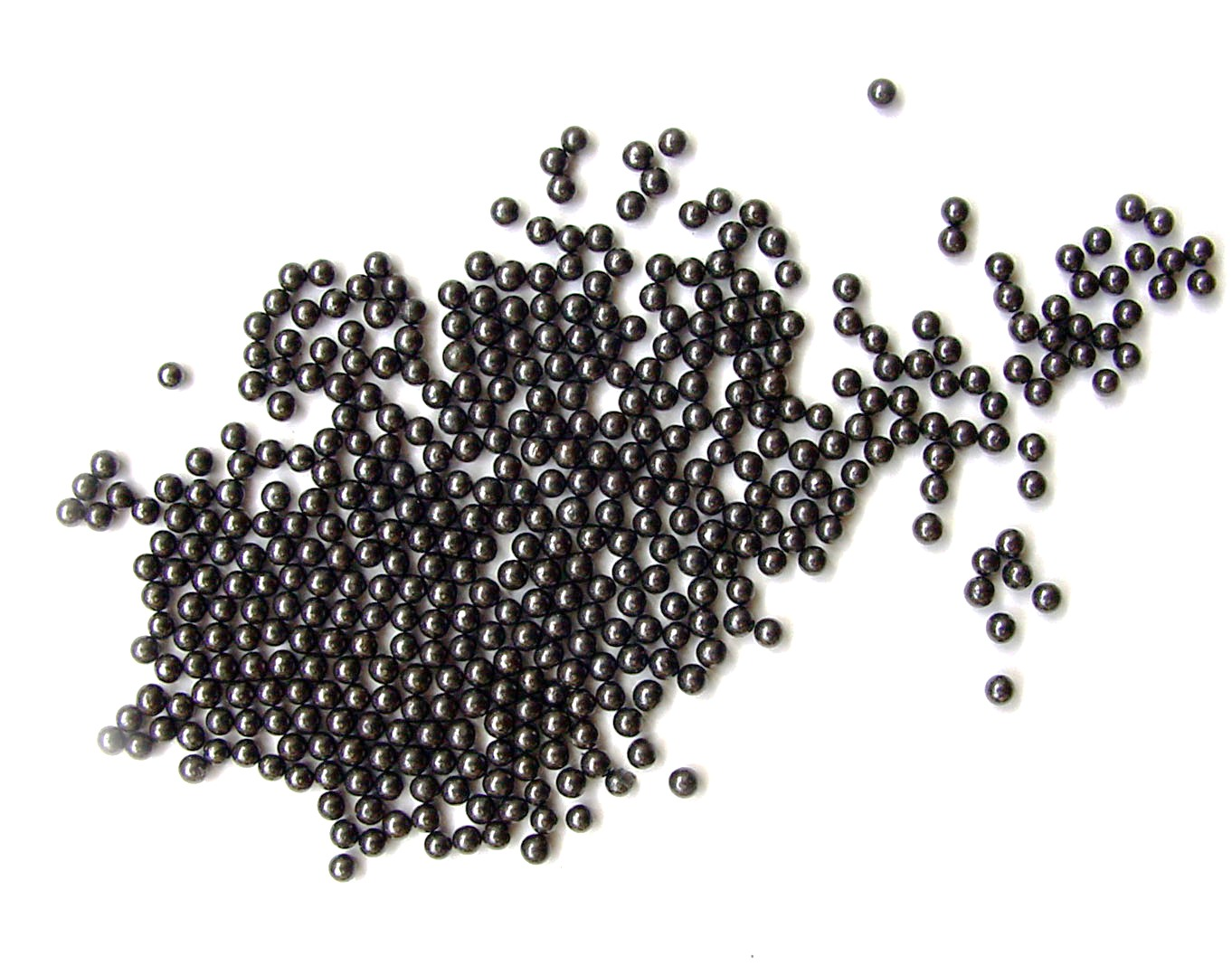
Niște alice.

Alicele sunt un tip de muniție pentru arme cu țeavă lesă. Au avantajul de a avea o energie cinetică ridicată, dar dezavantajul unei toxicități și ecotoxicități mari, datorită plumbului și ale altor metale grele pe care le conțin (arsenic, antimoniu și, uneori, bismut). La început alicele se făceau turnând plumbul topit prin matrițe în apă, formând ceea ce era cunoscut sub numele englez „swan shot”. Mai târziu, fabricarea în masă la o calitate superioară s-a făcut folosind un turn pentru producția de alice. Producerea de alice din turn a fost făcută prima dată de William Watts în Bristol, care și-a adaptat casa din Redcliffe Way cu adăugarea unui turn cu trei etaje și săpând un puț pentru a obține înălțimea necesară pentru producție. Procesul a fost brevetat în 1782.  Metoda Bliemeister a înlocuit metoda turnului de la începutul anilor 1960.